# Mongkol Aimmanolrom
Mongkol Aimmanolrom, conosciuto anche come Mongkol Ounalulom (in thailandese มงคล อิ่มมโนรมย์; 1934), è un ex cestista thailandese.

## Carriera
Con Thailandia ha disputato i Giochi olimpici di Melbourne 1956.